# Cyanure de lithium
Le cyanure de lithium est un composé inorganique de formule chimique LiCN. C'est une poudre blanche à température ambiante. Le cyanure de lithium est généralement utilisé comme un réactif dans des réactions inorganiques/organométalliques. 
Le cyanure de lithium peut être trouvé dans l'environnement de la réaction de lithium et acétonitrile, deux composés trouvés dans des batteries d'oxyde de soufre de lithium. Quand le composé est exposé à l'environnement, il peut produire des vapeurs toxiques d'acide cyanhydrique avec des acides faibles trouvés dans la nature.